# 매햄매드래술 매지도프
매햄매드래술 유수브오글루 매지도프(아제르바이잔어: Məhəmmədrəsul Yusub oğlu Məcidov, 1986년 11월 27일~)는 아제르바이잔의 권투 선수이다. 2012년 하계 올림픽에서 슈퍼헤비급 부문 동메달을 획득하였으며, 세계 선수권 대회에서 금메달 2개를 획득했다.